# Bureau Veritas
Bureau Veritas è un'azienda di origine francese di rilevanza mondiale nella valutazione ed analisi dei rischi legati alla qualità, all'ambiente, alla salute, alla sicurezza e alla responsabilità sociale (riassunte dalla sigla QHSE-SA, dall'inglese Quality, Health, Safety, Environment and Social Accountability).
Il gruppo fornisce servizi di valutazione di conformità e certificazione negli ambiti della qualità, della salute, della sicurezza, dell'ambiente e della responsabilità sociale in tutti i settori, sia pubblici sia privati, dall'industria ai servizi.
Membro della International Association of Classification Societies, le sue principali attività consistono nell'ispezione, nella verifica e certificazione di beni ed impianti, progetti, prodotti e sistemi, in riferimento a standard interni, a norme obbligatorie e volontarie a livello nazionale ed internazionale, per fornire un rapporto di conformità.

## Storia
Nata ad Anversa nel giugno 1828 con il nome di "Bureau de renseignements pour les assurances maritimes" ("Ufficio di informazioni per le assicurazioni marittime"), la società si proponeva di informare gli assicuratori dei premi correnti sulle varie piazze commerciali e fornire nello stesso tempo "una descrizione dettagliata delle buone e cattive qualità delle navi che frequentavano i porti principali dei Paesi Bassi". Nell'ottobre 1830 venne aperto il primo ufficio a Parigi, che divenne nel 1833 la sede ufficiale dell'azienda. Nel 1839 seguì l'apertura di una sede in Italia.
Il core business di Bureau Veritas era ispezionare, tramite i suoi capitani-esperti, un numero crescente di navi di cui venivano iscritte all'interno del Libro Registro annuale le quotazioni (detta cote d'office), che fornivano una stima accurata sullo stato delle imbarcazioni e delle loro attrezzature. Subito dopo il primo conflitto mondiale, il governo francese si affidò a Bureau Veritas per eseguire i controlli previsti dai regolamenti che fissavano la durata di validità dei certificati di navigabilità degli aerei civili.
A partire dagli anni venti del novecento, la società ha iniziato a sviluppare un servizio di controllo tecnico sui rischi da coprire anche per le costruzioni edili, inglobando sia costruzioni civili e abitative sia opere pubbliche e infrastrutture, attraverso la "Sezione Controllo Tecnico Costruzioni". Nel 1932 fu costruito un nuovo edificio a Levallois-Perret-Parigi destinato ad ospitare il laboratorio di Bureau Veritas. Al suo interno venivano eseguite analisi e prove metallurgiche, chimiche e sui materiali da costruzione.
In seguito allo sviluppo delle piattaforme off-shore e di perforazione in mare e alla profonda attività di classificazione di navi a propulsione nucleare, che ha portato l'azienda a sorvegliare durante le fasi di costruzione e classificazione la NS Otto Hahn, la prima nave nucleare europea, gli anni cinquanta videro la nascita di una nuova sezione: "Ingegneria e Tecnologia oceanica".
Nel 1974 si formò il gruppo di studio e controllo denominato "Sicurezza-ambiente", destinato al controllo dell'applicazione dei regolamenti per la sicurezza e la protezione delle persone e la tutela dei beni.

## Il logo
L'allegoria della Verità e del Tempo, rappresentata da una donna che emerge dalle acque, è stata scelta come figura centrale del logo dell'azienda sin dalla sua nascita.
Attualmente il logo, ridisegnato nel 1990, rispecchia l'idea originaria in uno stile più simbolico e stilizzato: una giovane donna, seduta su uno scoglio con le braccia sollevate, sorregge nella mano destra una torcia, simbolo della conoscenza, e nella sinistra uno specchio, emblema dell'imparzialità. Il suo piede sinistro poggia su un globo che indica l'universalità. Ai suoi piedi si posa una bilancia, che sta a simboleggiare l'equità, un caduceo, come simbolo del commercio, e un gallo che guarda verso la donna, allegoria della vigilanza. All'orizzonte si intravede una nave a vele spiegate, che attraversa una baia, in riferimento all'attività originaria dell'azienda. Infine, il sigillo rappresenta l'attestazione e la data la sua fondazione.

## Nel mondo

### In Europa
In Italia, il Gruppo Bureau Veritas è presente con:
- Bureau Veritas Italia, attiva dal 1839 nei servizi di ispezione, verifica di conformità e certificazione;
- Cepas, organismo di certificazione del personale e qualifica della formazione;
- Bureau Veritas Certest, che fornisce servizi di ispezione, analisi di laboratorio, audit e assistenza nei beni di consumo e del lusso.
- Inspectorate, che fornisce servizi di ispezione nelle materie prime, nell’agricoltura e nei settori petrolchimico e minerario;
- Bureau Veritas Nexta, società di ingegneria e assistenza tecnica HSE nel settore industriale, delle costruzioni e delle infrastrutture;
- QCertificazioni, ente di certificazione di prodotto nel settore biologico, in ambito agroalimentare e cosmetico.